# Митраке, Михаэла
Михаэла Митраке (рум. Mihaela Mitrache); 8 июля 1955 , Бухарест — 18 февраля 2008, там же) — румынская актриса
 театра, кино , телевидении и радио, озвучивания.

## Биография
В 1978 году окончила Бухарестский институт театра и кино по классу профессора Марина Морару.
Выступала, среди прочих, на сцене Национального театра в Бухаресте.
Играла в классических и современных пьесах: Шекспира, Гольдони, Э. Ростана, Ионеско, Т. Мушатеску, М. Эминеску и др.
Снималась в кино.

## Избранная фильмография
- „Prea tineri pentru riduri", 1982
- Pădurea de fagi, 1987
- „Moartea unui artist", 1989
- „Balanța", 1992
- „Excursia",
- "Филантропия", 2002

## Награды и номинации
- Национальная премия за лучшую женскую роль Хани - «Кто боится Вирджинии Вулф» на фестивале Studio Theater Festival, Орадя.
- Номинация на премию на Иерусалимском кинофестивале, за роль в фильме "Млечный путь", 1997 г.